# Zwaarmoedige verhalen voor bij de centrale verwarming (film)
Zwaarmoedige verhalen voor bij de centrale verwarming is de verfilming van het gelijknamige boek uit 1973 van Heere Heeresma. De film ging op 20 maart 1975 in première. In tegenstelling tot het boek bestaat de film uit vier delen; het verhaal "Anna" (hoofdstuk 3 uit het boek) werd niet verfilmd. Elk deel werd verfilmd door een andere regisseur. Het camerawerk was van Theo van de Sande en de producent was Matthijs van Heijningen. De Engelstalige titel van de film is Melancholy tales.

## Deel 1: Meneer Frits
Oorspronkelijk was dit hoofdstuk 2 van het boek; oorspronkelijke titel: Mijnheer Frits en juffrouw Lenie. Engelstalige titel: Mister Frits.
Frits van Vliet is eenzaam. Hij mist een vrouw in zijn leven. De vrijdagavond doodt hij door in de winkelstraat naar de etalages van dameskleding te kijken. Op een avond komt hij toevallig juffrouw Lenie van kantoor tegen die een net zo eenzame indruk maakt als hij. Ze nemen samen de tram en Lenie stelt Frits voor aan haar ouders die heel aardig zijn voor hem. Ze hopen dat hij Lenie's aanstaande wordt. Het wordt een gezellige avond vol warmte. 
- Regie: Bas van de Lecq
- Scenario: Guus Luijters

### Hoofdrollen
| Acteur             | Personage                        |
| ------------------ | -------------------------------- |
| Hugo Metsers       | Meneer Frits                     |
| Pleuni Touw        | Juffrouw Lenie                   |
| Sacco van der Made | vader van Lenie                  |
| Fien Berghegge     | vrouw in de bus                  |
| Henny Alma         | moeder van Lenie                 |
| Lida Lobo-Polak    | juffrouw Kannegieter, de hospita |

## Deel 2: De smalle oude man
Oorspronkelijk was dit hoofdstuk 1 van het boek; oorspronkelijke titel: De dood van de smalle oude man. Engelstalige titel: The old man.
Een oude man woont alleen in een appartement met zijn kat. Hij krijgt bezoek van twee mensen van het wijkcomité die hem iets willen schenken uit liefdadigheid. De oude man wil geen liefdadigheid, hij kan best voor zichzelf zorgen. Het enige wat hem steekt is de eenzaamheid. Maar de mensen zijn tegenwoordig te gehaast om zich nog druk te maken om een oude eenzame man. En wanneer hij niet kan betalen voor het gebruik maken van het toilet in het plaatselijke café nadat hij in de snackbar is beroofd door twee hondsbrutale tieners, moet hij noodgedwongen plassen in de goot van het appartement. Zijn onderburen die hem niet beter kennen als die "ouwe-van-boven" jagen hem onmiddellijk weg. De oude man heeft het wel gezien en hij besluit die avond het raam lekker wagenwijd open te zetten met de centrale verwarming uit, terwijl hij het avondeten, op de appel na, overslaat. 
- Regie: Guido Pieters
- Scenario: Ton Ruys

### Hoofdrollen
| Acteur           | Personage                   |
| ---------------- | --------------------------- |
| Lex Goudsmit     | oude man                    |
| Siem Vroom       | kroegbaas                   |
| Wieteke van Dort | vrouw van de wijkcomité     |
| Joost Prinsen    | man van de wijkcomité       |
| Frans Mulder     | snackbaruitbater            |
| Ralph Wingens    | jong gespuis in de snackbar |
| Peer Mascini     | jong gespuis in de snackbar |
| Helen Hedy       | onderbuurvrouw              |
| Paul Meijer      | marktkoopman                |
| Theo Pont        | onderbuurman                |
| Johan te Slaa    | kerstboomverkoper           |

## Deel 3: Zeeman tussen wal en schip
Oorspronkelijk was dit hoofdstuk 4 van het boek; oorspronkelijke titel: Maar de wielrijder treft geen blaam. Engelstalige titel: Sailor between ship and shore.
Jon is na twintig jaar trouwe dienst ontslagen door zijn baas uit de fabriek. Niet dat hij er met plezier werkte.
Alle collega's van vroeger werken er niet meer. Zijn nieuwe collega's zijn een generatie jonger en hebben geen enkele respect voor hem. Omdat hij ze niet de baas kan, is hij ontslagen. Thuis wordt hij uitgescholden door zijn krengerige vrouw die zegt van hem te zullen scheiden. Hij besluit die avond naar de kroeg te gaan waar hij praat met een zeeman. Deze had twintig jaar geleden precies zo'n ellendige leven als hij tot hij een zeilschip kocht van een oude man en sindsdien is hij gelukkig. Hij had de oude man beloofd het schip ooit voor een vriendenprijs te zullen verkopen aan een man die het geluk ook nodig heeft. Jon koopt het schip en vaart erop uit. Twintig jaar later verkoopt hij het schip weer aan een ander man. 
- Regie: Ernie Damen
- Scenario: Guus Luyters

### Hoofdrollen
| Acteur               | Personage          |
| -------------------- | ------------------ |
| Jon Bluming          | Jon                |
| Carry Tefsen         | zijn vrouw         |
| Frits Lambrechts     | Gerrie             |
| Michiel Kerbosch     | Michiel            |
| Jaap Hoogstra        | de oude man        |
| Chiem van Houweninge | de zeeman          |
| Jan Dahmen           | jongen in de kroeg |
| John van Vugt        | jongen in de kroeg |
| Menno Dijkstra       | jongen in de kroeg |

## Deel 4: Een winkelier keert niet weerom
Oorspronkelijk was dit hoofdstuk 5 van het boek, met dezelfde titel. Engelstalige titel: A shopkeeper is not returning.
Een winkelier gaat met een roeibootje erop uit. Hij komt een postbode op de fiets tegen waar hij een weddenschap mee aan gaat wie er sneller is. Hij gaat met de postbode een praatje maken. Hij vertelt dat hij na dertig jaar winkelier opeens geen zin meer had om de winkel te openen. Ze delen de lunch samen en delen de roeiboot en de fiets samen. De winkelier is steeds gewend geweest om alles zakelijk te bekijken, ook zijn omgang met de mensen. Maar dankzij de postbode beseft hij nu dat er in het leven ook menselijke belangen zijn. Hij en de postbode worden vrienden voor het leven. 
- Regie: Nouchka van Brakel
- Scenario: Chiem van Houweninge

### Hoofdrollen
| Acteur                | Personage |
| --------------------- | --------- |
| Johnny Kraaijkamp sr. | winkelier |
| Rijk de Gooyer        | postbode  |